# Chicha morada

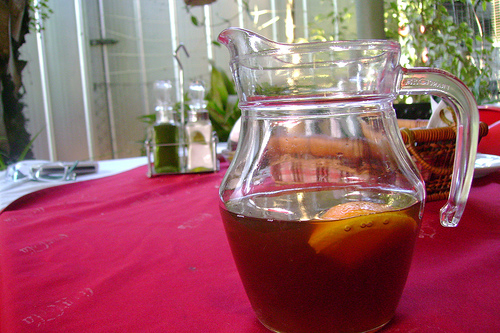
Chicha morada con pipeño

La chicha morada è una bevanda tipica del Perù, dove è consumata moltissimo.
È elaborata a partire da una varietà di mais di colore viola scuro (maíz morado in spagnolo) che si coltiva intensamente nella Cordigliera delle Ande del paese citato. Si coltiva anche in altre zone dell'America, ma in minore quantità.

## Ingredienti e storia
La sua storia e il suo consumo risalgono all'epoca degli Inca. Attualmente si consuma ancora in forma tradizionale, bollendo il mais "morado" in acqua, con scorza di ananas, mela cotogna, un pizzico di cannella e chiodi di garofano; si scola e si lascia freddare per poi aggiungere zucchero e limone.
La formula tradizionale della sua preparazione non è molto rigida, e può variare aggiungendo frutta a cubetti, ad esempio la mela.
Si trova anche in forma semi-preparata, in bustine con il maíz morado in polvere.
Con l'aggiunta di un agglutinante chiamato chuño, si può ottenere una mazamorra che i peruviani chiamano mazamora morada, alla quale aggiungono frutta secca o fresca come fragole e uva passa.
Il consumo della mazamora morada è molto diffuso nelle feste, soprattutto di bambini, insieme alla chicha morada.
Grazie al suo alto contenuto di antociani (cianina-3-glucosio o C3G, la sua tintura principale) e composti fenolici, ha proprietà funzionali e bioattive; così come una elevata capacità antiossidante. Ad esempio, la Scuola di Medicina dell'Università di Nagoya (Giappone) ha dimostrato che il pigmento di mais viola impedisce lo sviluppo del cancro del colon. Inoltre, abbassa la pressione sanguigna e il colesterolo, favorisce una buona circolazione sanguigna, protegge i vasi sanguigni dal danno ossidativo, migliora la microcircolazione, è antinfiammatorio, favorisce la rigenerazione del tessuto connettivo e la formazione di collagene.